# Editorial Andaluza
Editorial Andaluza fue una editorial española de historietas, ubicada en Sevilla, la más importante de las radicadas en Andalucía durante el período clásico del tebeo español.
Lanzó cinco series de cuadernos de aventuras entre 1961 y 1963, siguiendo el modelo de El Capitán Trueno de Bruguera:
| Título                  | Año  | Guionista              | Dibujante              | Números | Tamaño  |
| ----------------------- | ---- | ---------------------- | ---------------------- | ------- | ------- |
| Torg (hijo de León)     | 1960 | J. Roldán, Luis Molina | J. Roldán, Luis Molina | 49      | 17 x 24 |
| El pistolero            | 1961 | F. Medina              | A. Tauroni             | 14      | 17 x 24 |
| Comandante Hans         | 1961 |                        | S. Serra               |         | 17 x 24 |
| Puño de Bronce          | 1961 |                        | Molina                 |         | 17 x 24 |
| Caballero Sir Audax, El | 1962 |                        | Bayo                   |         | 17 x 24 |